# Stortjärnen (Bodums socken, Ångermanland, 710623-153335)
Stortjärnen är en sjö i Strömsunds kommun i Ångermanland och ingår i Ångermanälvens huvudavrinningsområde. Sjön har en area på 0,0724 kvadratkilometer och ligger 283,4 meter över havet. Sjön avvattnas av vattendraget Bäån.

## Delavrinningsområde
Stortjärnen ingår i det delavrinningsområde (710618-153379) som SMHI kallar för Ovan 710666-153131. Medelhöjden är 312 meter över havet och ytan är 7 kvadratkilometer. Det finns inga avrinningsområden uppströms utan avrinningsområdet är högsta punkten. Bäån som avvattnar avrinningsområdet har biflödesordning 4, vilket innebär att vattnet flödar genom totalt 4 vattendrag innan det når havet efter 188 kilometer. Avrinningsområdet består mestadels av skog (72 procent) och sankmarker (13 procent). Avrinningsområdet har 0,07 kvadratkilometer vattenytor vilket ger det en sjöprocent på 1 procent.